# Ізраїль на літніх Олімпійських іграх 1952
Ізраїль на літніх Олімпійських іграх 1952 року, які проходили у фінському місті Гельсінкі, був представлений 25 спортсменами (22 чоловіками та 3 жінками) у 5 видах спорту. Прапороносцем на церемоніях відкриття та закриття Олімпійських ігор був баскетболіст Абрагам Шнейор.
Ізраїль вперше взяв участь у літніх Олімпійських іграх. Ізраїльські спортсмени не завоювали жодної медалі.

## Баскетбол
Склад команди
- Тренер: Яків Салтіель
- Дан Ерез-Бухенбаум
- Моше Даніель-Леві
- Єгуда Вінер-Гафні
- Мордехай-Марсель Гефез
- Фреді Коен
- Амос Лін-Лінковскі
- Зекарія Офрі
- Еліяху Аміель
- Робен Фехер-Перах
- Менагем Курман-Дегані
- Ральф Кляйн
- Шімон Шелах-Шмуклер
- Абрагам Шнейор

### Відбірковий тур
Група B
- Філіппіни 57 — 47  Ізраїль
- Греція 54 — 52  Ізраїль

Збірна Ізраїлю завершила змагання

## Легка атлетика
| Спортсмен           | Дисципліна                 | Раунд        | Результат | Місце | Прим.              |
| ------------------- | -------------------------- | ------------ | --------- | ----- | ------------------ |
| Давид Табак         | 100 м, чоловіки            | Кваліфікація | 11,12 с   | 23    | Q                  |
| Давид Табак         | 100 м, чоловіки            | Чвертьфінал  | 11,10 с   | 21    | не пройшов         |
| Давид Табак         | 200 м, чоловіки            | Кваліфікація | 22,60 с   |       | Q                  |
| Давид Табак         | 200 м, чоловіки            | Чвертьфінал  | 22,34 с   | 24    | не пройшов         |
| Арі Глюк            | 400 м, чоловіки            | Кваліфікація | 50.27 с   | 53    | не кваліфікувався  |
| Арі Глюк            | 800 м, чоловіки            | Кваліфікація | 2:00.9 хв | 47    | не кваліфікувався  |
| Арі Батун-Кляйнштуб | стрибки у висоту, чоловіки | Кваліфікація | 1.70 м    | 35    | не кваліфікувався  |
| Урі Галлін          | метання диска, чоловіки    | Кваліфікація | 40.76 м   | 32    | не кваліфікувався  |
| Лея Горовіц         | 80 м з бар'єрами, жінки    | Кваліфікація | 12,4 с    | 31    | не кваліфікувалася |
| Тамара Метал        | стрибки у висоту, жінки    |              | 1.40 м    | 17    |                    |
| Тамара Метал        | стрибки у довжину, жінки   | Кваліфікація | 5.16 м    | 29    | не кваліфікувалася |
| Ольга Вінтерберг    | метання диска, жінки       | Кваліфікація | 35.79 м   | 19    | не кваліфікувався  |

## Плавання
|          | Спортсмен | Дисципліна           | Раунд              | Час       | Місце | Прим.             |
| -------- | --------- | -------------------- | ------------------ | --------- | ----- | ----------------- |
| Чоловіки | Наум Бух  | 100 м вільним стилем | Відбірковий заплив | 1:05.6 хв | 59    | не кваліфікувався |

## Стрибки у воду
| Спортсмен   | Дисципліна              | Раунд        | Результат   | Місце | Прим.             |
| ----------- | ----------------------- | ------------ | ----------- | ----- | ----------------- |
| Йоав Раанан | трамплін, 3 м, чоловіки | Кваліфікація | 67.70 балів | 9     | не кваліфікувався |
| Йоав Раанан | вишка, 10 м, чоловіки   | Кваліфікація | 58.15 балів | 30    | не кваліфікувався |

## Стрільба
Чоловіки
| Спортсмен          | Дисципліна                       | Фінал | Фінал |
| Спортсмен          | Дисципліна                       | Бали  | Місце |
| ------------------ | -------------------------------- | ----- | ----- |
| Дов Бен-Дов        | гвинтівка, 300 м з трьох позицій | 1033  | 21    |
| Шмуель Лавів-Любін | гвинтівка, 300 м з трьох позицій | 973   | 26    |
| Зві Пінкас         | гвинтівка, 50 м лежачи           | 388   | 41    |
| Зві Пінкас         | гвинтівка, 50 м з трьох позицій  | 1077  | 41    |
| Александер Еліраз  | гвинтівка, 50 м лежачи           | 381   | 56    |
| Александер Еліраз  | гвинтівка, 50 м з трьох позицій  | 1059  | 44    |